# علی‌آباد مالکی
علی‌آباد مالکی یک روستا در ایران است که در دهستان شوسف واقع شده‌است. علی‌آباد مالکی ۴۷ نفر جمعیت دارد.